# Ægte ginseng
Ægte ginseng (Panax ginseng) er en staude med en kort stængel, der bærer en roset af fingrede blade. Antallet af blade skifter med alderen, sådan at 1-årige planter har ét blad, 2-årige to blade, 3-årige tre blade osv. Hvert blad består af 3-5 småblade. 

## Beskrivelse
Blomstringen sker efter det 3. år, og blomsterne ses i juni måned. Det blomsterbærende skud er 10-25 centimeter langt og bærer blegt gulgrønne blomster. De postkasserøde frugter indeholder hver to til tre frø.
Rodnettet består af en lodret rodstok, der løber ud i en kraftig pælerod. Fra den udgår 2-5 siderødder og masser af finrødder. Ginseng forårsager jordtræthed, det vil sige, at planten ikke trives på jord, hvor man i forvejen har dyrket ginseng. Først efter 10-15 år kan den plantes igen på samme sted.
Højde x bredde og årlig tilvækst: 0,75 × 0,50 m (75 × 5 cm/år).

## Hjemsted
Ægte ginseng hører hjemme i lyse løvskove på den allerbedste jord. 
I Korea vokser den sammen med bl.a. asiatisk hasselurt, frøstjerne, jomfruhår, kalopanax, oplopanax og skovsyre.

## Anvendelse
Roden (ginsengrod) bruges medicinsk og som opstrammer. 
| Portal | Portal:Botanik |